# Discografia di Noyz Narcos
La discografia di Noyz Narcos, rapper italiano in attività dal 1996, comprende nove album in studio (di cui uno con Chicoria, uno con Fritz da Cat e uno con Salmo) e tre raccolte, oltre a diciassette singoli e oltre trenta video musicali.

## Album in studio
| 2005 | In the Panchine |      | |   |  |
| ---- | --- | ---- | --------------------------------------------------------------------------------------------------- | - |  |
| 2005 | In the Panchine | 2005 | Non dormire - Pubblicato: luglio 2005 - Etichetta: Traffik Records - Formati: CD, download digitale | — |  |
| 2006 | La calda notte (con Chicoria) - Pubblicato: 2006 - Etichetta: Traffik Records - Formati: CD+DVD, download digitale      | —    | |   |  |
| 2007 | Verano zombie - Pubblicato: 9 marzo 2007 - Etichetta: Vibrarecords, Self Distribuzione - Formati: CD, download digitale | —    | |   |  |
| 2010 | Guilty - Pubblicato: 29 gennaio 2010 - Etichetta: Propaganda Records, Universal - Formati: CD, download digitale        | —    | |   |  |
| 2013 | Monster - Pubblicato: 9 aprile 2013 - Etichetta: Propaganda Records, Sony Music - Formati: CD, download digitale        | 7    | - ITA: Platino                                                                                      |   |  |
| 2015 | Localz Only (con Fritz da Cat) - Pubblicato: 1º giugno 2015 - Etichetta: Universal - Formati: CD, LP, download digitale | 4    | - ITA: Oro                                                                                          |   |  |
| 2018 | Enemy - Pubblicato: 13 aprile 2018 - Etichetta: Universal - Formati: CD, LP, download digitale                          | 1    | - ITA: Platino (2)                                                                                  |   |  |
| 2022 | Virus - Pubblicato: 14 gennaio 2022 - Etichetta: Thaurus - Formati: CD, MC, 2 LP, download digitale                     | 1    | - ITA: Platino                                                                                      |   |  |
| 2023 | Cult (con Salmo) - Pubblicato: 3 novembre 2023 - Etichetta: Thaurus - Formati: CD, LP, download digitale                | 1    | - ITA: Platino (2)                                                                                  |   |  |

## Singoli

### Come artista principale
| Anno | Titolo                                               | Certificazioni | Album di provenienza |
| ---- | ---------------------------------------------------- | -------------- | -------------------- |
| 2010 | Sotto indagine (feat. Duke Montana)                  |                | Guilty               |
| 2010 | Zoo de Roma                                          | - ITA: Oro     | Guilty               |
| 2011 | Drag You to Hell                                     |                | Klan Related         |
| 2011 | Nemico pubblico                                      |                | Guilty               |
| 2012 | Game Over                                            |                | Monster              |
| 2015 | Localz Only (con Fritz da Cat)                       |                | Localz Only          |
| 2015 | "El Padre" (con Fritz da Cat)                        |                | Localz Only          |
| 2015 | Dal tramonto all'alba (con Fritz da Cat feat. Salmo) |                | Localz Only          |
| 2016 | Training Day                                         |                | /                    |
| 2017 | Lobo                                                 | - ITA: Oro     | /                    |
| 2017 | Dope Games (con The Night Skinny)                    |                | /                    |
| 2018 | Sinnò me moro                                        | - ITA: Oro     | Enemy                |
| 2020 | Wild Boys, Pt. 2 (con DJ Gengis e Gast)              |                | /                    |
| 2021 | Guardami adesso (feat. Ketama126 e Speranza)         |                | /                    |
| 2024 | Gran Torino (Red Bull 64 Bars)                       |                | /                    |
| 2025 | Bin Laden (Red Bull 64 Bars)                         |                | /                    |

### Come artista ospite
| Anno | Titolo                                                      | Certificazioni | Album di provenienza |
| ---- | ----------------------------------------------------------- | -------------- | -------------------- |
| 2020 | Sciacalli (TY1 feat. Noyz Narcos e Speranza)                |                | Djungle              |
| 2022 | Pochette (Gemitaiz feat. Noyz Narcos)                       | - ITA: Oro     | Eclissi              |
| 2022 | Brothers Cavalera (Nex Cassel feat. Noyz Narcos)            |                | /                    |
| 2024 | Non odiare mai (Stabber feat. Coez, Noyz Narcos e Gemitaiz) |                | Trueno               |

## Collaborazioni
| Anno       | Titolo                      | Artista/i                                                                                                 | Album di provenienza                  |
| ---------- | --------------------------- | --- | ------------------------------------- |
| 2001       | Saloon                      | Truceboys                                                                                                 | Truceboys                             |
| 2004       | I professionisti del niente | Gel e Legayon                                                                                             | Just Married                          |
| 2005       | Non ci si crede             | Mr. Phil                                                                                                  | Kill Phil                             |
| 2005       | Rom Connection              | Inoki | The Newkingztape Vol. 1               |
| 2005       | Antisociale                 | Metal Carter                                                                                              | La verità su Metal Carter             |
| 2005       | Deadly Combination          | In the Panchine                                                                                           | In the Panchine                       |
| 2005       | Verano Zombie               | In the Panchine                                                                                           | In the Panchine                       |
| 2006       | Mattoni                     | DJ Harsh e Gué Pequeno                                                                                    | Fastlife Mixtape Vol. 1               |
| 2006       | Censura                     | Gel e Metal Carter                                                                                        | I più corrotti                        |
| 2006       | Casolimite                  | Gel e Metal Carter                                                                                        | I più corrotti                        |
| 2006       | Tirare le cuoia             | Gemello                                                                                                   | Non parlarmi d'altro                  |
| 2006       | Musica seria                | Il Turco                                                                                                  | Musica seria                          |
| 2007       | Cinefilia                   | Lucci | Featuring Lucci EP                    |
| 2007       | T.R.U.C.E.                  | Metal Carter                                                                                              | Cosa avete fatto a Metal Carter?      |
| 2007       | Truceboia                   | Metal Carter                                                                                              | Cosa avete fatto a Metal Carter?      |
| 2007       | Ammazzami                   | Metal Carter                                                                                              | Cosa avete fatto a Metal Carter?      |
| 2007       | Roma violenta               | Duke Montana                                                                                              | Street Mentality                      |
| 2007       | Non c'ho lacrime            | Gente De Borgata                                                                                          | Basta co' ste lagne                   |
| 2007       | Vampiri                     | Circolo Vizioso                                                                                           | Terapia                               |
| 2008       | No acqua                    | Jagermasterz                                                                                              | Jagermasterz                          |
| 2008       | Su le lame                  | Violent Beat feat. Duke Montana                                                                           | Violent Beat vol.1                    |
| 2008       | Pane e merda                | Gel | Il ritorno                            |
| 2008       | Materiale illegale          | Aban | La bella Italia                       |
| 2008       | Trucedelirium               | Metal Carter                                                                                              | Vendetta privata                      |
| 2008       | Armi bianche                | Santo Trafficante                                                                                         | Ghiaccio - Il principio               |
| 2008       | Non è un gioco              | Giamma | Pura vita                             |
| 2009       | Su i pugni                  | Cole | Quello che la gente non vuole         |
| 2009       | Falchi della notte          | Cole | Quello che la gente non vuole         |
| 2009       | Sideshow                    | Gast | Underground Legend                    |
| 2009       | In testa                    | Fabri Fibra                                                                                               | Chi vuole essere Fabri Fibra?         |
| 2009       | Sgrilla                     | Club Dogo                                                                                                 | Dogocrazia                            |
| 2009       | Mind Your Bizness           | Gué Pequeno                                                                                               | Fastlife Mixtape Vol. 2 - Faster Life |
| 2010       | Testa d'ariete              | DJ Myke                                                                                                   | Hocus Pocus                           |
| 2010       | Gatto delle nevi            | In the Panchine                                                                                           | In the Panchine 2                     |
| 2010       | Black Bandana               | Duke Montana                                                                                              | Grind Muzik Mixtape Vol. 1            |
| 2010       | Rap bastardo                | Aban | Nessun rimorso                        |
| 2010       | Cocaina                     | Club Dogo                                                                                                 | Che bello essere noi                  |
| 2011       | Savage Boys 1996            | Hube e Supremo73                                                                                          | Cuore matto                           |
| 2011       | Sei in pericolo             | Metal Carter e Cole                                                                                       | Società segreta                       |
| 2011       | Fino in fondo               | Metal Carter e Cole                                                                                       | Società segreta                       |
| 2011       | Cannabis Rappers            | Deal Pacino                                                                                               | Passione e sacrificio                 |
| 2011       | Le leggende non muoiono mai | Don Joe e Shablo                                                                                          | Thori & Rocce                         |
| 2011       | Parole sante                | Marracash                                                                                                 | Roccia Music II                       |
| 2011       | Snakes                      | Marciano e Rak                                                                                            | Barrecrude Mixtape Vol. 2             |
| 2012       | Trinità                     | Chicoria                                                                                                  | SE.R.T.                               |
| 2012       | Tripudio                    | Chicoria                                                                                                  | SE.R.T.                               |
| 2012       | 16 barre                    | Aban | Ordinaria follia-The Good Side        |
| 2013       | Cinemacciaio                | Fetz Darko                                                                                                | Lotta medievale                       |
| 2013       | Un altro passo              | Vacca | Pazienza                              |
| 2013       | Rob Zombie                  | Salmo | Midnite                               |
| 2013       | Ultimi                      | Simon P e Crine J                                                                                         | Full Coverage Mixtape                 |
| 2013       | Come'r cromo                | Mr. Poccio                                                                                                | Carogna Mixtape                       |
| 2013       | Necessiti la cura           | Mr. Poccio                                                                                                | Carogna Mixtape                       |
| 2013       | Dalle palazzine             | Clementino                                                                                                | Mea culpa                             |
| 2013       | With or Without It          | Fritz da Cat                                                                                              | Leaks                                 |
| 2013       | Casey Jones                 | DJ Gengis Khan                                                                                            | Rome Sweet Home                       |
| 2014       | Insalatiera                 | Achille Lauro                                                                                             | Achille Idol immortale                |
| 2014       | Devo parlare                | Rocco Hunt                                                                                                | 'A verità                             |
| 2014       | In God We Trust             | Gionni Gioielli                                                                                           | Metodo classico                       |
| 2014       | Lords of War                | Gast e Chicoria                                                                                           | Blood's Brothers - Running free       |
| 2014       | GTA                         | Gast e Chicoria                                                                                           | Blood's Brothers - Running free       |
| 2014       | Sound King                  | Reset! | Future Madness                        |
| 2014       | Slaughter                   | Metal Carter                                                                                              | Dimensione violenza                   |
| 2014       | Reportage                   | Mystic One                                                                                                | Peso specifico                        |
| 2014       | Struggle Radio              | Stokka & MadBuddy con DJ Shocca                                                                           | Struggle Radio EP                     |
| 2014       | Death Race                  | Rasty Kilo                                                                                                | Molotov                               |
| 2014       | Stratocaster                | Ensi feat. Salmo                                                                                          | Rock Steady                           |
| 2014       | Battle Royale               | MadMan, Nitro, Rocco Hunt, Salmo, Bassi Maestro, El Raton, Enigma, Rasty Kilo, Gemitaiz & Jack the Smoker | Machete Mixtape III                   |
| 2014       | Indian Tweet Posse          | The Night Skinny                                                                                          | Zero Kills                            |
| 2014       | Circo Panico                | The Night Skinny                                                                                          | Zero Kills                            |
| 2014       | Arancia meccanica           | Chicoria                                                                                                  | Servizio funebre                      |
| 2015       | Wild Boys                   | Gast | Underground Legend Mixtape            |
| 2015       | Morte certa                 | Malacarne                                                                                                 | Merce trita ossa                      |
| 2015       | Dal centro all'Hinterland   | Clementino feat. Marracash                                                                                | Miracolo!                             |
| 2016       | Black Market                | Nex Cassel                                                                                                | Rapper bianco                         |
| 2016       | Sotto                       | Jack the Smoker feat. Ntò                                                                                 | Jack uccide                           |
| 2016       | Devi dimostrarlo            | Metal Carter                                                                                              | Cult Leader                           |
| 2016       | Ho peccato                  | Gel | Io non sono buono                     |
| 2017       | Dope Games                  | The Night Skinny                                                                                          | Pezzi                                 |
| 2017       | Verme                       | Rkomi | Io in terra                           |
| 2018       | Bastardi senza gloria       | Gué Pequeno                                                                                               | Sinatra                               |
| 2019       | Squalo e Ceres              | Frenetik & Orang3                                                                                         | ZeroSei                               |
| 2019       | CBR                         | Gast | Star Roller                           |
| 2019       | Street Advisor              | The Night Skinny                                                                                          | Mattoni                               |
| 2019       | Bad People                  | The Night Skinny                                                                                          | Mattoni                               |
| 2019       | Mattoni                     | The Night Skinny                                                                                          | Mattoni                               |
| 2019       | Squame                      | Ketama126                                                                                                 | Kety                                  |
| 2020       | Sciacalli                   | DJ Tayone                                                                                                 | Djungle                               |
| 2021       | Buonanotte                  | Mace feat. Franco126 e Side Baby                                                                          | OBE                                   |
| 2021       | Champagne 4 the Pain        | Gué Pequeno e DJ Harsh feat. Gemitaiz                                                                     | Fastlife 4                            |
| 2021       | Ghigliottina                | Salmo | Flop                                  |
| 2021       | Ol' Dirty                   | Coez | Volare                                |
| 2021       | Gangland                    | Rasty Kilo                                                                                                | Cinzia                                |
| 2022       | Addio                       | Luchè feat. Guè                                                                                           | Dove volano le aquile                 |
| 2022       | Topboy                      | Lazza | Sirio                                 |
| 2022       | Pochette                    | Gemitaiz                                                                                                  | Eclissi                               |
| 2022       | Animale                     | Ketama126 feat. The Whispers                                                                              | Armageddon                            |
| 2022       | Trips!                      | Jake La Furia feat. Yung Snapp                                                                            | Ferro del mestiere                    |
| 2022       | Giorni contati              | The Night Skinny feat. Paky, Geolier e Shiva                                                              | Botox                                 |
| 2022       | Coki                        | The Night Skinny feat. Tony Effe, Ketama126 e Guè                                                         | Botox                                 |
| 2022       | Millesimati                 | The Night Skinny feat. Lazza, Salmo e J Lord                                                              | Botox                                 |
| 2023       | Mamma mia                   | Brenno Itani                                                                                              | Fino a prova contraria                |
| 2023       | Illusi                      | Pyrex feat. Guè                                                                                           | Love Is War                           |
| 2023       | Roma                        | Gazzelle                                                                                                  | Dentro                                |
| 2023       | Te famo scuola              | Gianni Bismark                                                                                            | Andata e ritorno                      |
| 2024       | Iau                         | Vale Lambo                                                                                                | Lamborghini a via Marina              |
| 2024       | Servizio                    | Kid Yugi feat. Papa V                                                                                     | I nomi del diavolo                    |
| 2024       | Praise the Lord             | Mace feat. Tony Boy e Guè                                                                                 | Māyā                                  |
| 2024       | Rito breve                  | Night Skinny feat. Simba La Rue e Geolier                                                                 | Containers                            |
| 2024       | Mio padre                   | Night Skinny feat. Guè                                                                                    | Containers                            |
| 2024       | True Story                  | Night Skinny feat. Papa V e Artie 5ive                                                                    | Containers                            |
| 2025       | Cocco24                     | Jake La Furia feat. Papa V e Tony Boy                                                                     | Fame                                  |
| TroppaWeed | Neffa                       | Canerandagio parte 1                                                                                      |                                       |
| Dedicated  | Guè e Rasty Kilo            | KG |                                       |
| Sbang      | Fabri Fibra                 | Mentre Los Angeles brucia                                                                                 |                                       |

## Videografia

### Album video
| Anno | Titolo                                                                        |
| ---- | ----------------------------------------------------------------------------- |
| 2006 | La calda notte (con Chicoria) - Pubblicato: 2006 - Etichetta: Traffik Records |

### Video musicali
| Anno | Titolo                                                           | Regista/i                    |
| ---- | ---------------------------------------------------------------- | ---------------------------- |
| 2003 | Malasorte                                                        | Giuseppe Furcolo             |
| 2005 | Non dormire                                                      | Manuel Mastrostefano         |
| 2006 | La calda notte (con Chicoria)                                    | Matteo Swaitz                |
| 2007 | Verano Zombie Pt. 2 (feat. Metal Carter)                         | Alessandro Pasquarelli       |
| 2009 | Young Vets (feat. Duke Montana)                                  | Truceklan                    |
| 2010 | M3                                                               | Camillo Cutolo               |
| 2010 | Mosche nere                                                      | Alessandro Pasquarelli       |
| 2010 | Sotto indagine (feat. Duke Montana)                              | Mauro Russo                  |
| 2010 | Zoo de Roma                                                      | Mauro Russo                  |
| 2011 | Nemico pubblico                                                  | Giuseppe Furcolo             |
| 2011 | Drag You to Hell                                                 | Mauro Russo                  |
| 2012 | Wild Boys (con Gast)                                             | Why Style                    |
| 2012 | Game Over                                                        | Mauro Russo                  |
| 2012 | 16 barre (Aban feat. Noyz Narcos)                                | Mauro Russo                  |
| 2013 | Cinemacciaio (Fetz Darko feat. Noyz Narcos)                      | Katja Arnoni                 |
| 2013 | Attica                                                           | Mauro Russo                  |
| 2013 | Rob Zombie (Salmo feat. Noyz Narcos)                             | YouNuts!                     |
| 2013 | Alfa Alfa                                                        | Greenshot Films              |
| 2013 | Monster                                                          | Trash Secco                  |
| 2013 | Dope Boys (feat. Nex Cassel)                                     | Trash Secco                  |
| 2013 | With or Without It (Fritz da Cat feat. Noyz Narcos e Calibro 35) | Mauro Russo                  |
| 2014 | Drive Solo                                                       | Mauro Russo, Emanuele Frasca |
| 2014 | Indian Tweet Posse (The Night Skinny feat. Various Artist)       | Massimiliano Bomba           |
| 2014 | GTA (Chicoria e Gast feat. Noyz Narcos)                          | Wild Boys                    |
| 2014 | Aspetta la notte                                                 | Rome York                    |
| 2015 | Charlie Sheen                                                    | Trash Secco                  |
| 2015 | Slaughter (Metal Carter feat. Noyz Narcos, Gast e Cole)          | Andrea Basso                 |
| 2015 | Localz Only (con Fritz da Cat)                                   | Alberto Salvucci             |
| 2015 | Dal tramonto all'alba (con Fritz da Cat e Salmo)                 | Alberto Salvucci             |
| 2015 | Stratocaster (Ensi feat. Noyz Narcos e Salmo)                    | YouNuts!                     |
| 2015 | "El Padre"                                                       | Mauro Russo                  |
| 2016 | Black Market (Nex Cassel feat. Noyz Narcos)                      | Nibi                         |
| 2016 | Training Day                                                     | Giorgio Di Salvo             |
| 2017 | Lobo                                                             | Alexander Coppola            |
| 2017 | Dope Games (feat. The Night Skinny)                              | Giorgio Di Salvo             |
| 2018 | Sinnò me moro                                                    | Francesco Lettieri           |

## Produzioni
| Anno | Canzone                 | Artista                | Album di provenienza             |
| ---- | ----------------------- | ---------------------- | -------------------------------- |
| 2004 | La filosofia del niente | Gel e Legayon          | Just Married                     |
| 2004 | Inferno                 | Gel e Legayon          | Just Married                     |
| 2005 | Verano zombie           | In the Panchine        | In the Panchine                  |
| 2005 | Introducing Noyz Narcos | Noyz Narcos            | Non dormire                      |
| 2005 | Tour notturno           | Noyz Narcos            | Non dormire                      |
| 2005 | Shabboo                 | Noyz Narcos            | Non dormire                      |
| 2005 | Delorean                | Noyz Narcos            | Non dormire                      |
| 2005 | Bodega                  | Noyz Narcos            | Non dormire                      |
| 2005 | Verano zombie           | Noyz Narcos            | Non dormire                      |
| 2005 | Butterfly Knife         | Noyz Narcos            | Non dormire                      |
| 2005 | Bio Hazard              | Noyz Narcos            | Non dormire                      |
| 2005 | White Gangsta           | Noyz Narcos            | Non dormire                      |
| 2005 | Il lato peggiore        | Noyz Narcos            | Non dormire                      |
| 2005 | Vendetta                | Noyz Narcos            | Non dormire                      |
| 2005 | Fake Emcees             | Noyz Narcos            | Non dormire                      |
| 2005 | Gran finale             | Noyz Narcos            | Non dormire                      |
| 2005 | Antisociale             | Metal Carter           | La verità su Metal Carter        |
| 2006 | Casolimite              | Gel e Metal Carter     | I più corrotti                   |
| 2006 | Dolore dentro           | Gel e Metal Carter     | I più corrotti                   |
| 2006 | I più corrotti          | Gel e Metal Carter     | I più corrotti                   |
| 2006 | La clessidra            | Gel e Metal Carter     | I più corrotti                   |
| 2006 | Dowg Town               | Chicoria e Noyz Narcos | La calda notte                   |
| 2006 | Latrina                 | Chicoria e Noyz Narcos | La calda notte                   |
| 2006 | Patriot                 | Chicoria e Noyz Narcos | La calda notte                   |
| 2007 | Falchi della notte      | Noyz Narcos            | Verano zombie                    |
| 2007 | Real TV                 | Noyz Narcos            | Verano zombie                    |
| 2007 | Verano zombie Pt. 2     | Noyz Narcos            | Verano zombie                    |
| 2007 | Non c'ho lacrime        | Gente De Borgata       | Basta co'ste lagne               |
| 2007 | Amore rubato            | Metal Carter           | Cosa avete fatto a Metal Carter? |
| 2008 | No acqua                | Jagermasterz           | Jagermasterz                     |
| 2008 | The Gates of Hell       | TruceKlan              | Ministero dell'inferno           |
| 2010 | Real TV                 | Gué Pequeno            | Rimo da quando mixtape           |